# Джессіка Паре
Дже́ссіка Паре́ (англ. Jessica Paré; нар. 5 грудня 1980) — канадська акторка кіно і телебачення.

## Фільмографія
| Рік         | Фільм                             | Оригінальна назва                 | Роль                           |
| ----------- | --------------------------------- | --------------------------------- | ------------------------------ |
| Кінофільми  |                                   |                                   |                                |
| 1999        | Боннано: Історія хрещеного батька | Bonanno: A Godfather's Story      | Розалі Професі                 |
| 2000        | Зоряний статус                    | Stardom                           | Тіна Менжаль                   |
| 2000        | На відпочинку                     | En vacances                       | Керол Бюмон                    |
| 2000        | Можливі світи                     | Possible Worlds                   | гостя на вечірці               |
| 2001        | Загублені й несамовиті            | Lost and Delirious                | Вікторія «Торі» Моллер         |
| 2002        | Боллівуд/Голлівуд                 | Bollywood/Hollywood               | Кімберлі Стюарт                |
| 2003        | Смерть та життя Ненсі Ітон        | The Death and Life of Nancy Eaton | Ненсі Ітон                     |
| 2003        | Заморока                          | Posers                            | Адрія                          |
| 2004        | Дивись цей фільм                  | See This Movie                    | Саманта Браун                  |
| 2004        | Одержимість                       | Wicker Park                       | Ребекка                        |
| 2009        | Кохання на валізах                | Jusqu'à toi                       | Ліза                           |
| 2009        | Ковток                            | Suck                              | Дженніфер                      |
| 2009        | Троцький                          | The Trotsky                       | Лаура                          |
| 2010        | Машина часу в джакузі             | Hot Tub Time Machine              | Тара                           |
| 2010        | Очі в очі                         | Peepers                           | Гелен                          |
| 2011        | Вибач, Раббі                      | Sorry, Rabbi                      | Марі-Елен                      |
| 2011        | Свідок                            | Beholder                          | Саша                           |
| 2011        | Маунті, капрал Юкону              | The Mountie                       | Аметист                        |
| 2013        | Напоготові                        | Standby                           | Еліс                           |
| 2015        | Машина часу в джакузі 2           | Hot Tub Time Machine 2            | Тара                           |
| 2015        | Бруклін                           | Brooklyn                          | міс Фортіні                    |
| Телесеріали |                                   |                                   |                                |
| 1999        | Перевертень Томмі                 | Big Wolf on Campus                | Таня                           |
| 2002        | Випадковий момент                 | Random Passage                    | Енні Вінсент (у віці 15 років) |
| 2002        | Наполеон                          | Napoléon                          | Елеанор Денюель                |
| 2004        | Життя святих                      | Lives of the Saints               | Ріта Амгерст                   |
| 2004 — 2005 | Джек і Боббі                      | Jack & Bobby                      | Кортні Бенедікт                |
| 2007        | Захищати та служити               | Protect and Serve                 | Гоуп Кук                       |
| 2007        | Життя як вирок                    | Life                              | Джулія                         |
| 2013        | Задоволення                       | Satisfaction                      | Робін                          |
| 2010—2015   | Божевільні                        | Mad Men                           | Меґан Дрейпер (Калве́)          |